# Estación de Miranda de Ebro
Miranda de Ebro es una estación de ferrocarril situada en el municipio español de Miranda de Ebro, en la provincia de Burgos, comunidad autónoma de Castilla y León. Constituye un importante nudo ferroviario donde confluyen las líneas Madrid-Irún y Castejón-Bilbao. Dispone de amplios servicios de Larga y Media Distancia y de  Cercanías en la línea Miranda de Ebro-Vitoria-Alsasua de Cercanías Álava. Sus instalaciones se completan con una estación de clasificación llamada Miranda de Ebro-Mercancías.

## Situación ferroviaria
La estación se encuentra a 462,73 metros de altitud en el cruce ferroviario que forman las siguientes líneas:
- Línea férrea Madrid-Hendaya, punto kilométrico 458,913.[2]
- Línea férrea Castejón-Bilbao vía Logroño, punto kilométrico 145,200.[2]

## Historia
En 1855 el gobierno central se propuso sacar a subasta algunos tramos del ferrocarril de Madrid a Irún. En 1856, la Sociedad de Crédito Mobiliario Español (que más tarde fue la Compañía de los Caminos de Hierro del Norte) sacó adelante el tramo entre Burgos y la frontera con Francia que discurriría por Miranda de Ebro, Vitoria, Alsasua y San Sebastián. La línea comenzó a construirse en marzo de 1857 en Valladolid, y la sección correspondiente a Miranda quedó en manos del ingeniero francés C. A. Letourneur. A pesar de las dificultades que se encontraron en Pancorbo o en el Puerto de la Brújula, donde se siguió trabajando hasta 1862, la línea estuvo construida a su paso por Miranda en 1859.
El 13 de abril de 1862 se inauguró el tramo entre Miranda de Ebro y Olazagutía, y el 26 de julio de ese mismo año se abrió el tramo Quintanapalla-Miranda de Ebro. La línea completa entre Madrid e Irún fue inaugurada el 15 de agosto de 1864.
Paralelamente la Compañía del Ferrocarril de Tudela a Bilbao comenzó la construcción de su línea, promovida, entre otras cosas, porque la villa de Bilbao se quedó muy desplazada de la línea Madrid-Irún. En diciembre de 1857 se iniciaron las obras a cargo del ingeniero inglés Charles Vignoles, hasta 1863, cuando acabararon las obras. Esta compañía solo duró hasta 1878, cuando la Compañía de los Caminos de Hierro del Norte la absorbió.

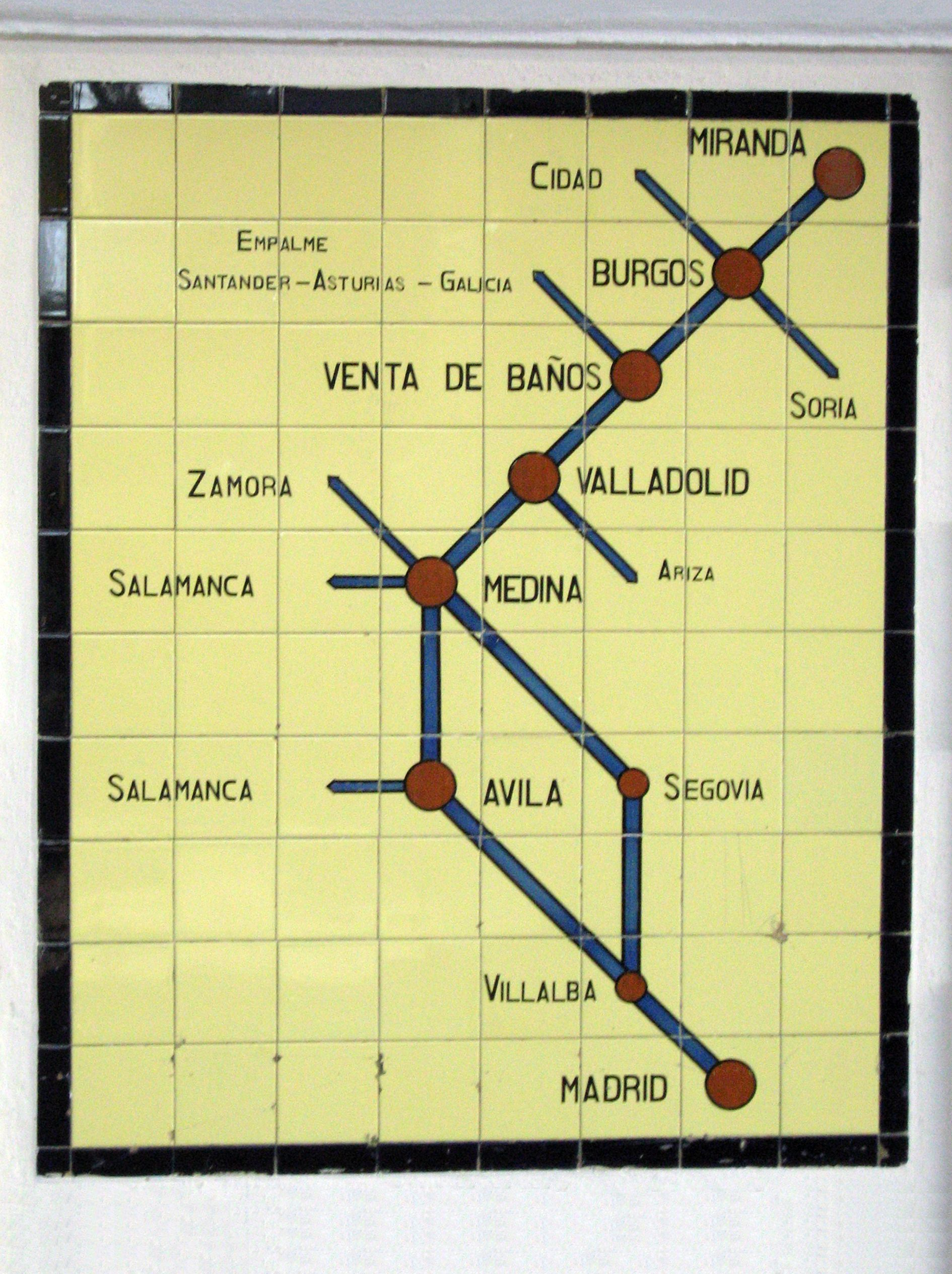
Mural con un plano parcial de la red ferroviaria en Miranda de Ebro que incluye algunas líneas posteriormente desaparecidas como los ferrocarriles Valladolid-Ariza y Santander-Mediterráneo.

Ambas líneas tuvieron como punto de enlace la ciudad de Miranda de Ebro, por lo que desde el principio se pensó en construir una estación singular y diferente del resto. Un primer proyecto, realizado por Manuel Estibaus en 1861, propuso la construcción de dos edificios comunicados entre sí por un paso elevado para dar servicio por separado a cada compañía. Pero esta idea no se llevó a cabo porque ambas compañías decidieron levantar una estación compartida. El proyecto definitivo fue redactado el 23 de abril de 1862 por Charles Vignoles, justo seis días antes de que Letourneur presentase el proyecto de la estación de Vitoria.
La estación de Miranda de Ebro fue una de las pioneras en España, y su parte más destacable, el edificio de viajeros de primera clase, es uno de los pocos ejemplos de estilo victoriano del país. Se trata de un edificio de planta rectangular y dividido longitudinalmente en dos partes iguales y simétricas. A excepción del vestíbulo común, cada compañía tuvo sus propias instalaciones y las vías de cada lado del edificio correspondía a una u otra compañía.
Las marquesinas son sin duda la parte singular de la estación. Se trata de dos cubiertas de unos noventa metros de longitud realizadas con un armazón de hierro, todo ello fundido en los talleres londinenses Frederick Braby. El eje longitudital del edificio solo se altera por uno trasversal que nos indica el lugar del vestíbulo. Allí es donde se concentra el mayor número de filigranas caladas en el hierro, ménsulas, arcos, etc.
Las instalaciones ferroviarias dieron trabajo a más de tres centenares de personas a finales del siglo XIX, justo la misma población con la que contaba la entonces villa de Miranda 150 años antes. El trazado ferroviario marcó la estructura urbanística que Federico Keller impuso cuarenta años más tarde en su Plan de Ordenación de la Villa de Miranda de Ebro de 1903. El complejo ferroviario de Miranda era uno de los más sofisticados y completo del país en aquella época.

¿Qué estación por importante que sea, tiene treinta y dos trenes diarios en temporada de verano? Mucho tiene que agradecer Miranda su vida activa al continuo movimiento del ferrocarril [...] Probablemente sin él, Miranda sería un pueblo de tantos.
Teodoro Sáez

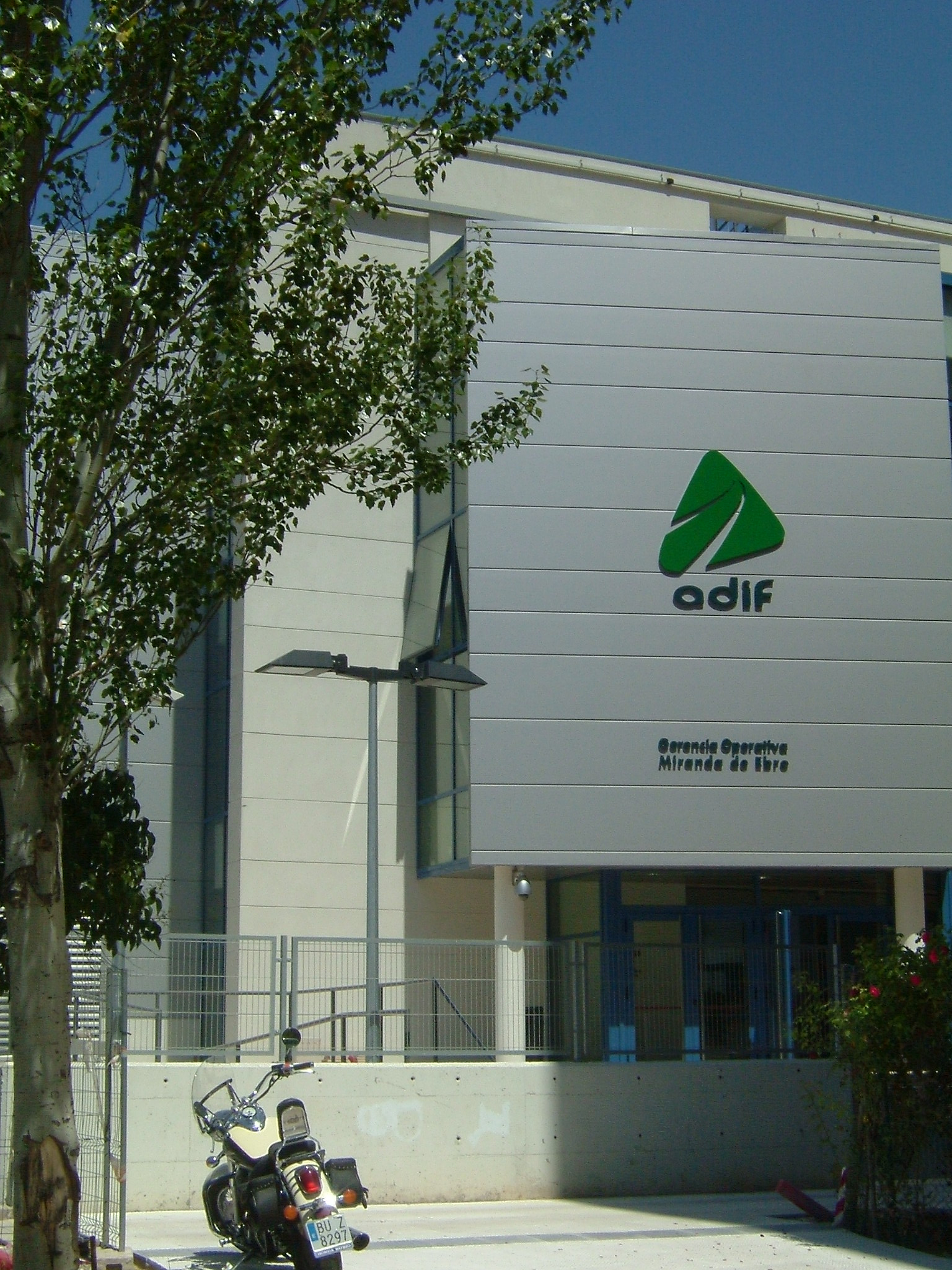
Gerencia operativa de Adif en Miranda de Ebro.

En la segunda mitad del siglo XX el edificio principal se recreció en una planta y se reformó su interior. El 31 de enero de 1987 se inauguró el by-pass que transcurre bajo el cerro de La Picota, hecho que supuso la eliminación del trazado ferroviario por el centro de la ciudad. En 2007 se inauguró el puesto de mando del Adif, cuya función es controlar el tráfico ferroviario del norte del país. Además del transporte de viajeros, la Estación de Miranda posee una importante playa de vías para el tráfico de mercancías, así como diversos talleres pertenecientes a Renfe Fabricación y Mantenimiento y Adif. El futuro ferroviario local está a la espera de la llegada de la alta velocidad, ya que en Miranda confluirán las líneas de alta velocidad procedentes de Valladolid, Logroño y con la Y vasca. Mientras, desde diciembre de 2007 la ciudad está conectada con las principales capitales de provincia mediante el servicio de alta velocidad Alvia.
También el futuro enclavamiento logístico en el polígono industrial de Ircio, actualmente en construcción, tendrá un nuevo muelle de vías para facilitar el transporte entre ferrocarril y carretera que potenciará la creación de puestos de trabajo. Sin embargo, algunos sindicatos ferroviarios se muestran preocupados por la pérdida de servicios de mercancías y peso específico de la estación de Miranda.
En 2009 se confirmó el nuevo "nudo ferroviario" de alta velocidad de Miranda de Ebro que enlazará el corredor Cantábrico-Mediterráneo con la línea entre Madrid y Francia. Será por tanto un punto prioritario e imprescindible en las comunicaciones por tren del norte del país. Adif anunció, el 19 de diciembre de 2024, la contratación de obras en los andenes por valor de 1,7 millones de euros.

## Servicios ferroviarios
La estación de Miranda de Ebro posee siete vías destinadas al transporte de viajeros. Gracias a su situación estratégica ofrece amplios servicios de Larga y Media Distancia.

### Larga Distancia
Desde Miranda, los trenes Alvia de Renfe ofrecen conexiones tanto radiales, que enlazan Madrid-Chamartín con Irún / Bilbao, como transversales, enlazando Galicia, Salamanca y Bilbao con Barcelona Sants. Además existen varios servicios Intercity que refuerzan las relaciones Madrid-Chamartín — Irún y Miranda de Ebro — Bilbao.

### Media Distancia
En la estación se ofrecen servicios de Media Distancia con conexiones regionales con ciudades como Burgos, Madrid, Logroño, Valladolid, Irún o Vitoria. Para ello se emplean tanto trenes MD y Regional Exprés. Además durante los meses de julio y agosto se incrementa el número de servicios con la puesta en marcha del denominado Tren Playero que cubre la ruta Miranda de Ebro-San Sebastián.